# Serhij Kovalenko (calciatore)
Serhij Viktorovyč Kovalenko (in ucraino Сергій Вікторович Коваленко?; Černihiv, 10 maggio 1984) è un ex calciatore ucraino, di ruolo attaccante.

## Palmarès

### Competizioni nazionali
- Coppa di Bielorussia: 1

Naftan 2011-2012